# Велзебур, Марк
Марк Бернардюс Теодорюс Велзебур (нидерл. Mark Bernardus Theodorus Velzeboer; род.29 октября 1968 года, Уд-Аде, провинция Южная Голландия) — нидерландский конькобежец, специализирующийся в шорт-треке. Участвовал в зимних Олимпийских играх 1992 года, серебряный призёр чемпионата Европы. 

## Биография
Марк Велзебур родился и вырос в небольшой деревушке на ферме вместе со старшей сестрой Симоной и младшими сестрой Моник и братом Александром. В возрасте 11 лет он последовал за сестрой Симоной кататься на коньках. Вся семья ходила в конькобежный клуб "IHCL" в Лейдене, где был 200-метровый каток и родители поддержали детей в их начинаниях. Там впервые он познакомился с шорт-треком. Каждую субботу вместе с братом и сёстрами ездили с тренировочной группой на автобусе в Гаагу, чтобы потренироваться на 400-метровой трассе.
С 12 лет он уже участвовал на юниорских чемпионатах Южной Голландии и Фрисландии, а с 1991 года, после нескольких подиумов на чемпионате страны вошёл в состав сборной. С 1991 по 1995 год Марк участвовал на чемпионатах мира, и лучшее 15-е место в многоборье занял в 1994 году на чемпионате мира в Гилфорде. В 1992 году принимал участие на зимних Олимпийских играх в Альбервиле и занял 10-е место в забеге на 1000 метров. В 1994 году он стал чемпионом Нидерландов по шорт-треку, а через год занял 2-е место. 
В 1997 году на первом чемпионате Европы в Мальмё он завоевал свою первую и единственную медаль серебряного достоинства в эстафете. В том же году на командном чемпионате мира вместе с партнёрами занял 7-е место и завершил карьеру спортсмена. Однако в 2008 году, в возрасте 40 лет он вернулся и участвовал в клубных соревнованиях по конькобежному спорту на дистанции 500 метров. С 2014 по 2018 год Марк участвовал в местных соревнованиях по шорт-треку, при этом улучшил свои личные рекорды 20-летней давности.
С 2009 года по приглашению работал тренером в клубе «Schaats Team Brabant» в Ден Боше, там же тренировал и своих дочерей.

## Личная жизнь и семья
Марк Велзебур женат на Карианне Веренс, матери его двух девочек, которые уже превзошли отца и тётушек по наградам. Старшая дочь Ксандра уже является олимпийской чемпионкой и многократной чемпионкой мира, а младшая Михелле только начинает свой путь в шорт-треке, но уже двукратная чемпионка мира. Его брат Александр сейчас работает помощником тренера в команде "Джамбо-Висма". Марк разработал специальный защитный шлем, который защищает лицо спортсмена и изобрёл защиту для шеи, с помощью которой его дочери были дополнительно защищены от порезов.